# Société des chemins de fer du Born et du Marensin
La Société des chemins de fer du Born et du Marensin (BM) est créée  pour construire et exploiter un réseau ferroviaire dans le département des Landes. Elle se substitue en 1908 à MM Pierre Ortal et Albert Lagueyte concessionnaire d'un réseau de chemin de fer d'intérêt local dans le département des Landes.
En 1916, elle prend le nom de Société anonyme des Voies Ferrées des Landes (VFL)

## Les lignes

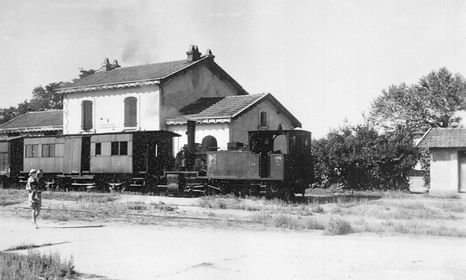
Un train en gare de Capbreton sur la ligne de Labenne à Seignosse

- Mimizan-Bourg - Biscarrosse-Bourg, (35 km)

Mimizan-Bourg - Bel-Air, (2 km), ouverture  1907
Bel-Air - Mimizan-les-Bains, (4 km), ouverture 1907, fermeture 1962
Mimizan-les-Bains - Naouas, (22 km), ouverture 1909, fermeture 1962
Naouas - Biscarrosse-Bourg, (7 km), ouverture 1909, fermeture 1962
- Naouas - Biscarrosse-Plage, (6 km), (embranchement), ouverture 1909, fermeture  1962
- Mézos - Saint-Julien-en-Born, (6 km), ouverture 1909,
- Uza - Lit-et-Mixe, (5 km), ouverture 1908, fermeture  1969
- Linxe - Saint-Girons en Marensin, (9 km), ouverture 1909, fermeture  1979
- Dax - Azur, (29 km), ouverture 1911, fermeture 1969
- Labenne - Seignosse, (17 km), ouverture 1908, fermeture 1957
- Labouheyre - Bias, (28 km), ouverture 1910, fermeture 1969
- Margaux - Sainte-Hélène: ligne affermée située dans le département de la Gironde

Margaux - Castelnau-de-Médoc,(15km), ouverture 1884, fermeture 1933,
Castelnau-de-Médoc-Sainte-Hélène, (5km), ouverture 1915, fermeture 1933,

## Gares de jonction
Avec la compagnie du Midi
- Gare de Labenne
- Gare de Labouheyre
- Gare de Dax

## Matériel roulant
Locomotives à vapeur
- N° 21 à 24: type 030T livrées en 1908 par Société Franco-Belge[3],  poids à vide 28 tonnes;